# Hiperoperacija
V matematiki se s pomočjo hiperoperacije da operirati s števili.
Sledi prvih nekaj hiperoperatorjev in njihova operacija ter definicija:

## 0.Štetjeali priraščanje
Štetje, ki je ničti hiperoperator včasih omenjamo, po navadi pa ga preprosto izpustimo, a je za to, da obstaja vseeno dobro vedeti.

### Operacija
Operacija za priraščanje števil je:
- {\displaystyle b+1}

### Definicija
Definicija za štetje ali prirastek, priraščanje števil je:
- {\displaystyle {1+{\underbrace {1+1+1+\cdots +1} _{b}}}}

## 1.Seštevanje
Seštevanje, ki je prvi hiperoperator je hkrati tudi najbolj uporabljan.

### Operacija
Operacija za seštevanje je dokaj enostavna:
- {\displaystyle a+b}

### Definicija
Definicija seštevanja določenega števila pa je sledeča:
- {\displaystyle {a+{\underbrace {1+1+1+\cdots +1} _{b}}}}

## 2.Množenje

### Operacija
Operacija za množenje je sledeča:
- {\displaystyle a*b}, ali krajše
- {\displaystyle ab}

### Definicija
Definicija množenja števil med seboj pa je:
- {\displaystyle {{\underbrace {a+a+a+\cdots +a} } \atop {b}}}

## 3.Potenciranje

### Operacija
Potenca ima več različnih operacij:
- {\displaystyle a^{b}},
- {\displaystyle a\uparrow b},
- (a→b→1)

### Definicija
Definicija potence pa je:
- {\displaystyle {{\underbrace {a\cdot a\cdot a\cdot a\cdot \ldots \cdot a} } \atop {b}}}

## 4.Tetracija

### Operacija
Tetracijo lahko zapišemo na sledeča načine:
- {\displaystyle a\uparrow \uparrow b},
- (a→b→2)

Hiperoperatorji se potem stopnjujejo v neskončnost.